# Il gelo si scioglie
Il gelo si scioglie o Rompighiaccio (Ледолом, Ledolom) è un film muto del 1931 diretto da Boris Barnet.
Il film, di produzione sovietica, è tratto dal romanzo omonimo di K. Gorbunov.

## Trama
Nella cittadina di Uslada, l'anziano Nazar lavora come guardiano di una boa di segnalazione alimentata a cherosene sul fiume Volga. Sua nipote Anna Grunyushkina, detta Anka, si lascia sedurre e mettere incinta da un altro guardiano, Yakov Silayev, figlio di Filipp Parfenych, un ricco kulaki. Arriva l'inverno è il fiume si ghiaccia. Yakov non ha nessuna intenzione di sposare Anka e, anche per vendicarsi di questo affronto, Nazar si reca presso il Komsomol a denunciarlo e a chiedere che venga espulso per aver rubato del cherosene e averlo scambiato con della vodka.
Okulov, il presidente del Consiglio Comunale, ha il vizio di bere e con qualche bottiglia di vodka si lascia facilmente corrompere dal ricco Filipp Parfenych Silayev. Il quantitativo di grano da inviare in città chiesto a Filipp è molto modesto in confronto al suo raccolto, mentre la tassazione richiesta agli altri poveri contadini del villaggio è insopportabile. Dopo una accesa assemblea cittadina, il giovane membro del Komsomol, Semen Gasilin, detto Semushka, riesce a far confessare Okulov e viene nominato al suo posto come nuovo presidente, mentre Anka viene eletta come membro del Consiglio Comunale.
Filipp Parfenych Silayev tenta di rimediare, imponendo al figlio di sposare Anka. Ma Anka non lo vuole più, si è chiusa in casa e partorisce da sola il suo bambino. Due sicari inviati da Silayev intanto uccidono Okulov, testimone scomodo. Il nuovo presidente del Consiglio Comunale si vede costretto a scrivere una lunga lettera al segretario del Comitato Regionale, Gorbunov, per chiedere aiuto contro i soprusi dei kulaki. Viene incaricato il custode del Consiglio Comunale, Fedor Fedosevich Žitkov, di recapitare la lettera a Gorbunov.
Žitkov è il miglior corridore del villaggio, ma nonostante questo, viene raggiunto e ucciso dai sicari di Silayev, prima di giungere a destinazione. L'intero villaggio entra in mobilitazione, tutti i contadini marciano verso la casa di Silayev con l'intenzione di darle fuoco. Solo l'intervento di Semen Gasilin riesce a fermarli e a ristabilire l'ordine, in attesa che il malfattore venga giudicato dalle autorità regionali.
Ritorna la primavera e il ghiaccio si scioglie. Il film si conclude con la brigata del lavoro che naviga il Volga verso il villaggio di Uslada, portando le macchine, e con la frase: "Proletari della città e dei villaggi, ricordate! Stiamo combattendo contro i resti del capitalismo. Serve più precisione e contegno nel consiglio, l'organo della dittatura del proletariato".